# Licht
Pour les articles homonymes, voir Licht (homonymie).
Licht est un site de l'Égypte antique, qui se trouve à une soixantaine de kilomètres au sud du Caire. Le site comprend la première nécropole royale de la XIIe dynastie et marque ainsi le retour du pouvoir à Memphis après son épisode thébain des Montouhotep de la XIe dynastie.
Amenemhat Ier et son fils et successeur Sésostris Ier y construisirent leurs complexes funéraires sur un plan fortement inspiré de celui du complexe pyramidal de Pépi II situé lui à Saqqarah. Ces monuments témoignent ainsi de la volonté affichée de la nouvelle dynastie de se rattacher à cette glorieuse époque de l'Ancien Empire.

## Une nouvelle résidence royale
Quand Amenemhat Ier arrive au pouvoir, il fonde une nouvelle capitale quelque part dans le nord, délaissant de ce fait Thèbes. Cette nouvelle résidence royale, il l'appelle Amenemhat Itchtaouy (Jṯ(j)-Tȝ.wy) « Amenemhat (est) celui qui s'empare des deux terres ».
C'est cette résidence royale qui est le théâtre des évènements rapportés dans le conte de Sinouhé, œuvre célèbre du Moyen Empire.
La cité n'a jamais été localisée. Le fait cependant, que presque chaque roi de la XIIe dynastie ait construit son monument funéraire près de l'oasis du Fayoum, a mené les spécialistes à penser que la nouvelle capitale d'Amenemhat Ier devait être située quelque part près de cette oasis. Le monument funéraire d'Amenemhat Ier se trouve près du village moderne de Licht (ou el-Lisht), sur un emplacement situé au sud de Dahchour, non loin de Meïdoum. Les égyptologues supposent donc qu'Amenemhat Ier a choisi cet emplacement parce qu'il était près de sa capitale, d'autant plus qu'il a été suivi en cela par son successeur, Sésostris Ier et de ce fait ils identifient Itchtaouy à Licht.
Le site comprend également des pyramides de reines et des tombeaux destinés à la famille royale ainsi que des mastabas offerts par les souverains aux nobles et courtisans royaux de l'époque, témoins supplémentaires de ce retour aux valeurs anciennes perdues au cours de la Première Période intermédiaire. Le site est également connu pour le tombeau d'une princesse nommée Senebtisi, trouvé intact à l’angle sud-ouest de la pyramide de Sésostris Ier. C'est une mission américaine qui l'a découvert en 1915. Il renfermait un grand nombre de bijoux.

## Monuments de la nécropole de Licht
- Pyramide d'Amenemhat Ier
- Pyramide de Sésostris Ier
- Mastaba d'Antefoqer, vizir
- Mastaba de Montouhotep, vizir

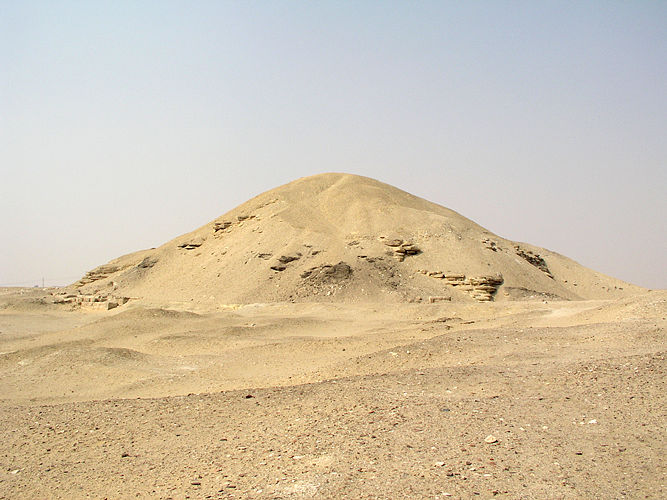
Vue de la Pyramide d'Amenemhat Ier à Licht

- Mastaba d'Imhotep, grand prêtre de Rê
- Mastaba de Senousertânkh, grand prêtre de Ptah
- Mastaba de Sehotepibrêânkh, grand prêtre de Ptah